# Place de Cybèle
La place de Cybèle (en espagnol : plaza de Cibeles) est une place publique de Madrid, en Espagne.

## Situation
Située au point de rencontre des arrondissements du Centre, du Retiro et de Salamanca, la place se trouve à l'intersection des cours des Récollets et du Prado. Elle est traversée d'est en ouest par la rue d'Alcalá.

## Histoire
D'abord appelée place de Madrid, elle est renommée place Castelar en 1900, avant de prendre son nom actuel.

## Espace et monuments

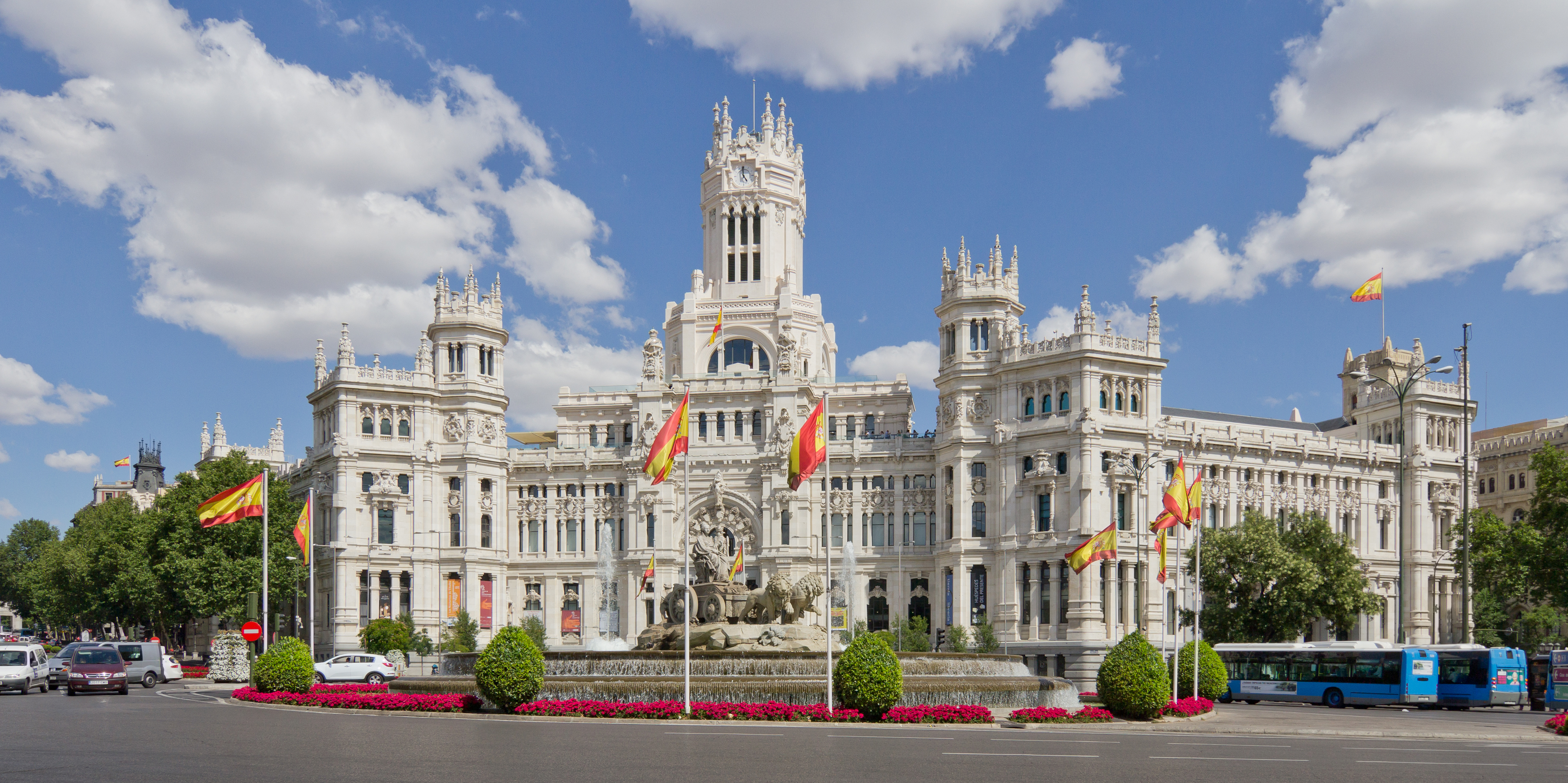
Le Palais des Communications.

### La fontaine de Cybèle
La place forme un carrefour routier au centre duquel s'élève une fontaine représentant la déesse Cybèle. Œuvre de l'architecte madrilène Ventura Rodríguez et des sculpteurs Francisco Gutiérrez Arribas, pour la figure de Cybèle, et Roberto Michel, pour les lions, elle est édifiée entre 1777 et 1782 devant le palais de Buenavista. En 1895, elle est installée à son emplacement actuel. Une réplique moderne de cette fontaine se trouve à Mexico, sur la place du même nom.
En 1936, l'architecte José Yarnoz Larrosa (es) équipe le siège central de la Banque d'Espagne, qui jouxte la place, d'un système de protection de la chambre forte qui inonde l'accès à la réserve d'or en détournant l'eau du ruisseau qui alimente la fontaine,.

### Le palais de Buenavista
Situé à l'angle nord-ouest de la place, ce bâtiment construit en 1777 abrite le quartier général de l'armée de terre.

### Le palais de Linares
Le palais de Linares ouvre sa façade au nord-est de la place. Achevé en 1900, il abrite depuis 1992 la Maison de l'Amérique, institution et espace culturel consacrés à l'ensemble du continent américain.

### Le palais des Communications
Cet édifice, inauguré en 1909 par Alphonse XIII pour abriter le siège de la Société des postes et télégraphes d'Espagne, élève son imposante façade au sud-est de la place. Depuis 2007, il s'agit du principal siège de la mairie de Madrid.

### La Banque d'Espagne
Cette imposante construction, dont les façades s'étirent le long de la rue d'Alcalá et du cours du Prado, abrite depuis 1891 le siège principal de la Banque d'Espagne.